# جو نوفاك
جو نوفاك (بالإنجليزية: Joe Novak)‏ هو لاعب كرة قدم أمريكية أمريكي، ولد في 19 أبريل 1945.